# Дрок распростёртый
Дрок распростёртый — вид рода Дрок семейства Бобовые.

## Описание
Кустарничек высотой 10-20 см. Стебель густо покрыт листьями. Листья яйцевидной формы, продолговатые. Соцветие- кисть. Цветки жёлтые. Плод- продолговатый боб.
Обитает на каменистых почвах, лесистых склонах.

## Ареал
Встречается в Турции, Иране, Абхазии. В России известны местонахождения в Краснодарском крае.

## Охранный статус
Редкий вид. Внесён в Красные книги России и Краснодарского края. Вымирает в связи с хозяйственным освоением территорий в местах своего произрастания.

## Ботаническая классификация

### Синонимы
По данным The Plant List:
- Genista lipskyi Novopokr. & Schischk.
- Genista sachokiana A.I.Kuth.